# Marsciano
Marsciano je historické město v italském regionu Umbrie, v provincii Perugia. Leží asi 25 km jihozápadně od Perugie, v údolí Valnestore (= Valle del Nestore) kolem řeky Nestore, která se vlévá do Tibery. Město patří k největším producentům cihel a keramických obkladaček ve střední Itálii, a také k centrům turistiky. 

## Administrativní členění
- Město se skládá z dvaceti místních částí. Jsou to Badiola, Castello delle Forme, Castiglione della Valle, Cerqueto, Compignano, Mercatello, Migliano, Montelagello, Morcella, Monte Vibiano Vecchio, Olmeto, Papiano, Pieve Caina, San Biagio della Valle, San Valentino della Collina, Sant'Apollinare (s hradem a opatstvím), Sant'Elena, Spina a Villanova. Každá z těchto -původně samostatných- obcí má svůj kostel.
- Sousedními obcemi jsou Collazzone, Deruta, Fratta, Todina, Perugia, Piegaro, San Venanzo (TR) a Todi.
- Podle smlouvy z roku 1971 Marsciano náleží do sdružení 21 horských a lesnických obcí regionu kolem Trasimenského jezera.

## Historie

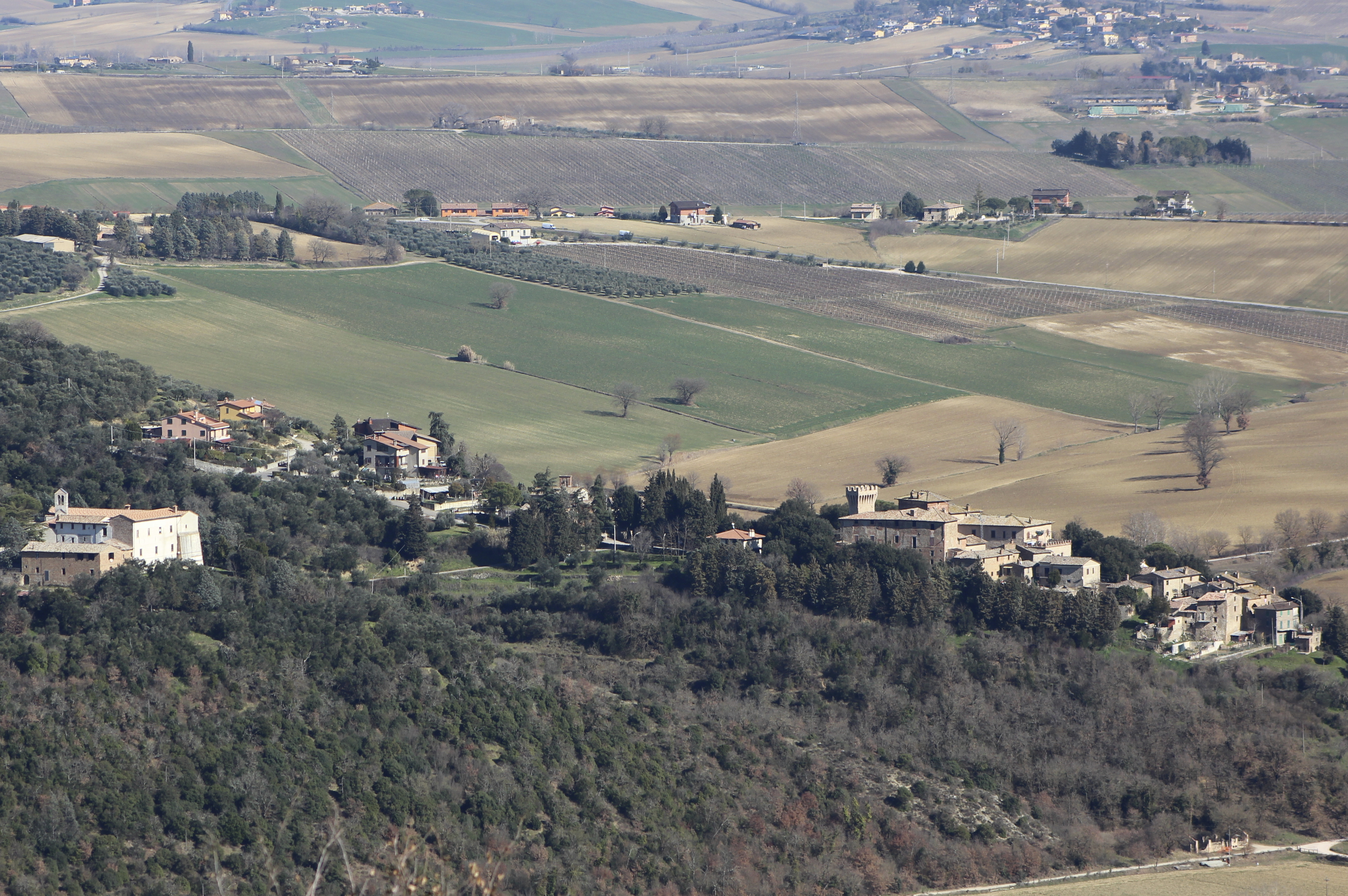
Sant'Apollinare, vlevo opatství, vpravo hrad

Archeologickými nálezy je doloženo osídlení z doby bronzové a osada Etrusků. Z období římské císařské vlády se kromě keramiky dochovaly fragmenty zděných konstrukcí domů. Pád Západořímské říše proběhl v Umbrii v roce 476 pod nájezdy Herulů. Poté město v roce 493 ovládli Ostrogóti pod velením Justiniána. Město se stalo součástí Byzantského koridoru - obchodní a poutní cesty, která vedla z Amerina do oblasti Eugubino. Marsciano bylo centrální oblastí pro průchod Byzantinců a v roce 568 Langobardů, kteří ovládali Pádskou nížinu, Toskánsko, Spoleto a Benevento. Ve Valnestore se dostali do konfliktu s Byzantinci. Pro Byzantskou říši měl hrad Sant'Apollinare zásadní strážní význam. Město možná bylo v letech 750–800 také táborem Karolínské říše. 
První písemná zmínka o obci pochází z roku 1004. Název Marsciano pochází od majitele hradu jménem Martianus nebo Marcius. Je spjat s prvními majiteli panství z rodu Bulgarelli, později nazývanými hrabata z Marsciana. O nadvládu vedly spory města Todi a Perugia, po roce 1200 obec přešla pod správu města Perugia. 
V následujících stoletích vládli městu Baglionové z Perugie, nejznámějším z nich byl kontroverzní Giampaolo Baglioni, hrabě ze Spella a Bettona. V červenci 1500 při rodinným sporu o svatbě Lavinie Colonny s Astorrem Baglionim unikl pokusu o atentát, většina rodiny byla zavražděna. Giampaolo uprchl do Marsciana, v Římě ho spiklenci dostihli. V lednu 1504 udělila městská rada Perugie občanům Marsciana peruginské občanství s právem rozšířit je na všechny jejich děti a potomky.
Roku 1816 byl Marsciano připojeno k papežskému státu. 
Roku 1866 se Marsciano připojilo ke sjednocené Itálii. Hrdinství boje bratří Ceciů  (Ulisse (*1923), Armando (*1918) a Giuseppe (*1925)) proti fašistům připomíná ve městě pomník.

## Ekonomika
Půda s jemnou červenou hlínou slouží od 18. století až do současnosti jako surovina pro výrobu cihel, tradičních střešních krytin, obkladaček a další keramiky.  

## Památky a turistické cíle
- Římský most přes řeku Nestore (Ponte sul Nestore)
- Městské hradby s branami (Porta vecchia) a věžemi (Torre Bolli)
- Věž Bolli – součást středověké městské hradby
- Věž Boccali – součást věžového paláce rodu Boccaliů
- Farní kostel sv. Jana Křtitele, novogotická budova z 19. století, její věž je dominantou města.
- Kostel sv. Valentina (v místní části San Valentino della Collina)
- Castello di Sant'Apollinare, strážní hrad založený na skále v 10. století, písemně připomínaný k roku 1010; patrocinium svatého Apolináře dalo lokalitě opatství
- Palazzo comunale – radnice
- Palazzo Pietromarchi, nyní městské muzeum
- Divadlo Concordia – novoslohová budova z roku 1873, po požáru byla v roce 1990 rekonstruována, nyní má 323 sedadel.
- Muzeum cihlářství a keramiky (Museo dinamico del laterizio e delle terrecotte)

## Galerie

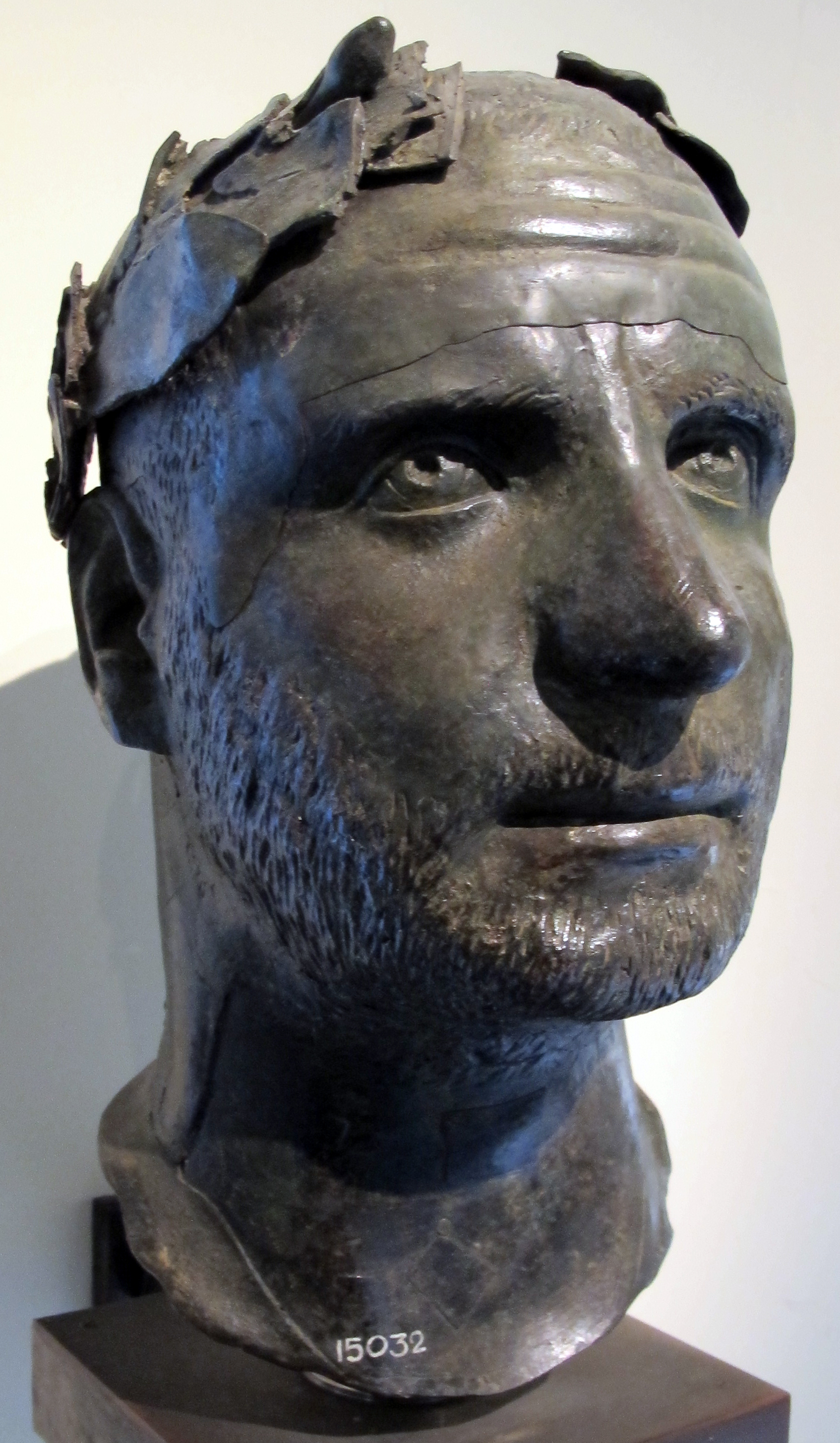
Busta Treboniana Galla

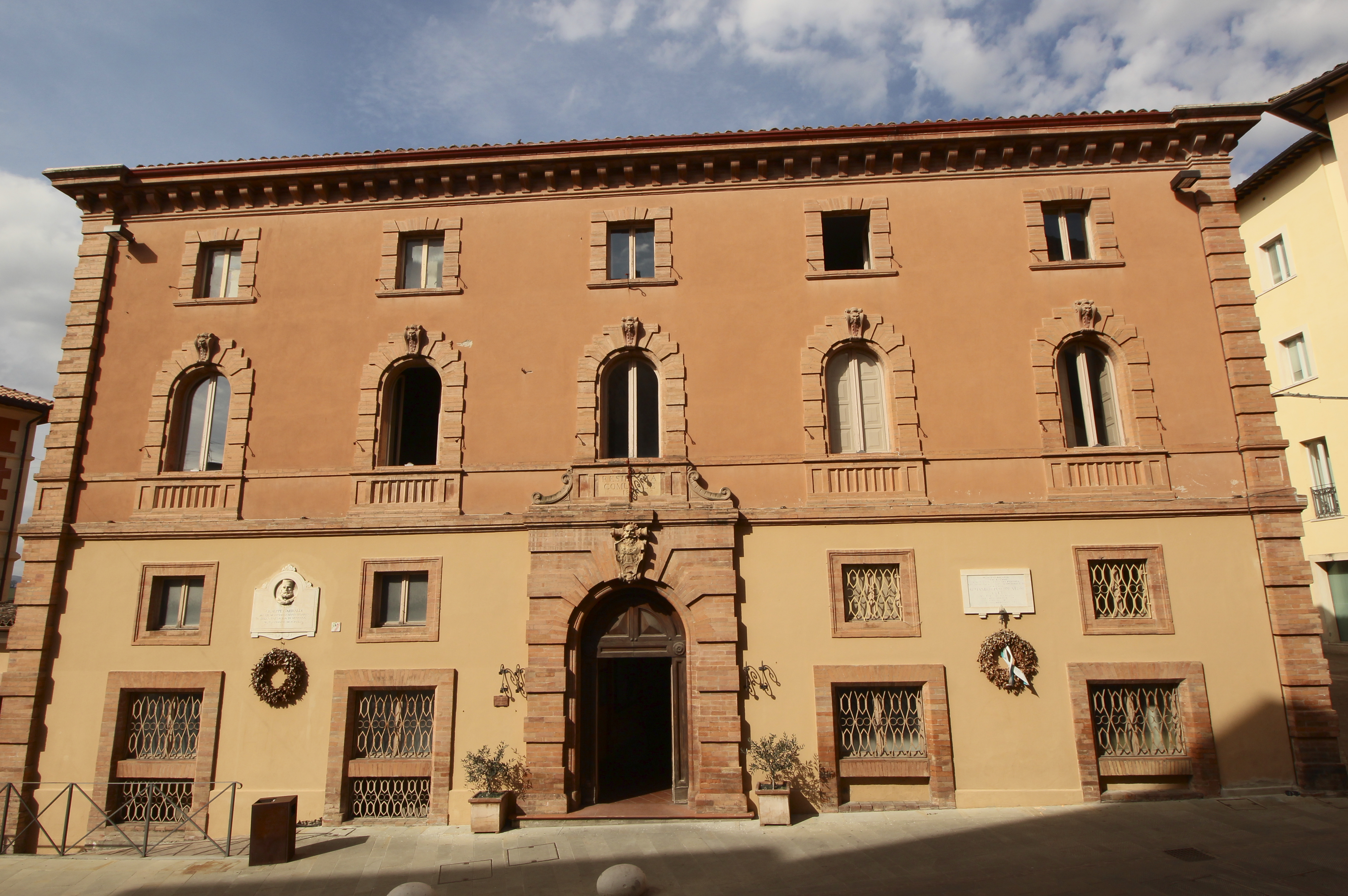
Radnice
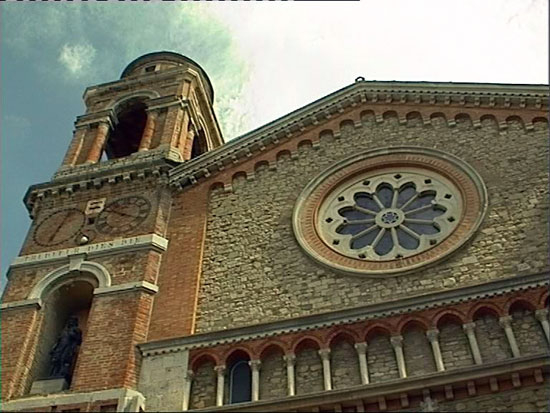
Kostel sv. Jana Křtitele
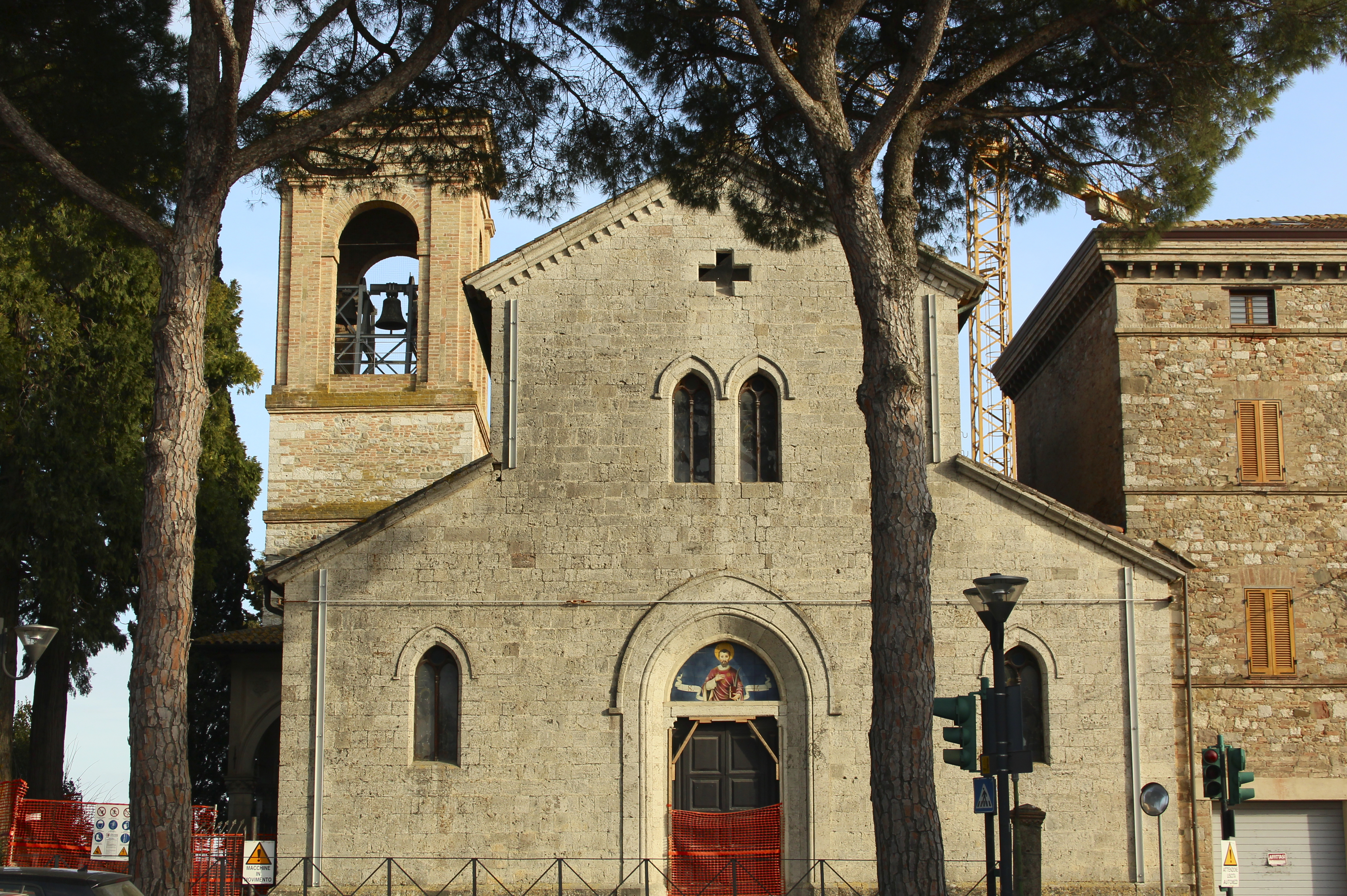
Kostel sv. Valentina
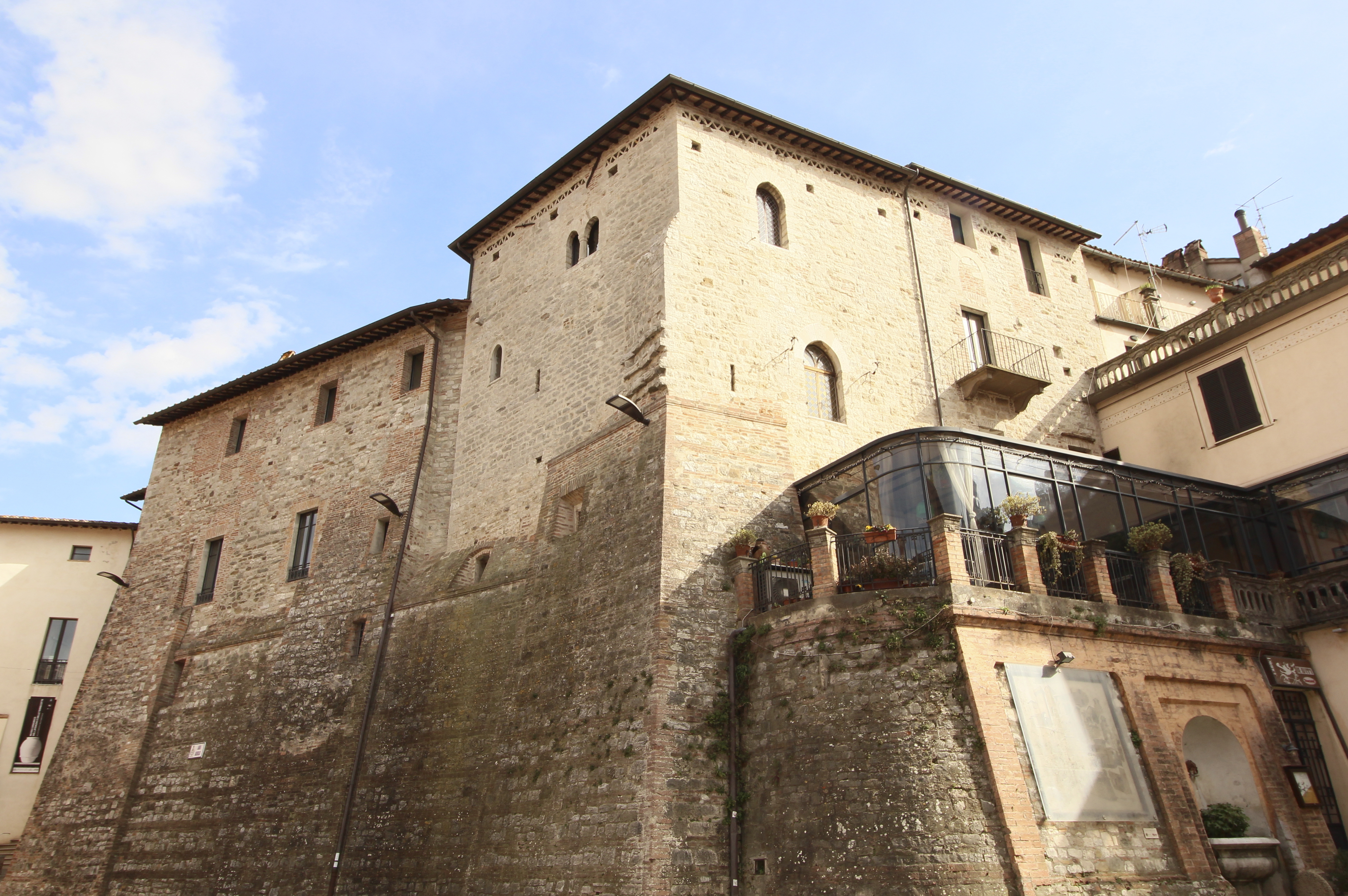
Palazzo Pietromarchi
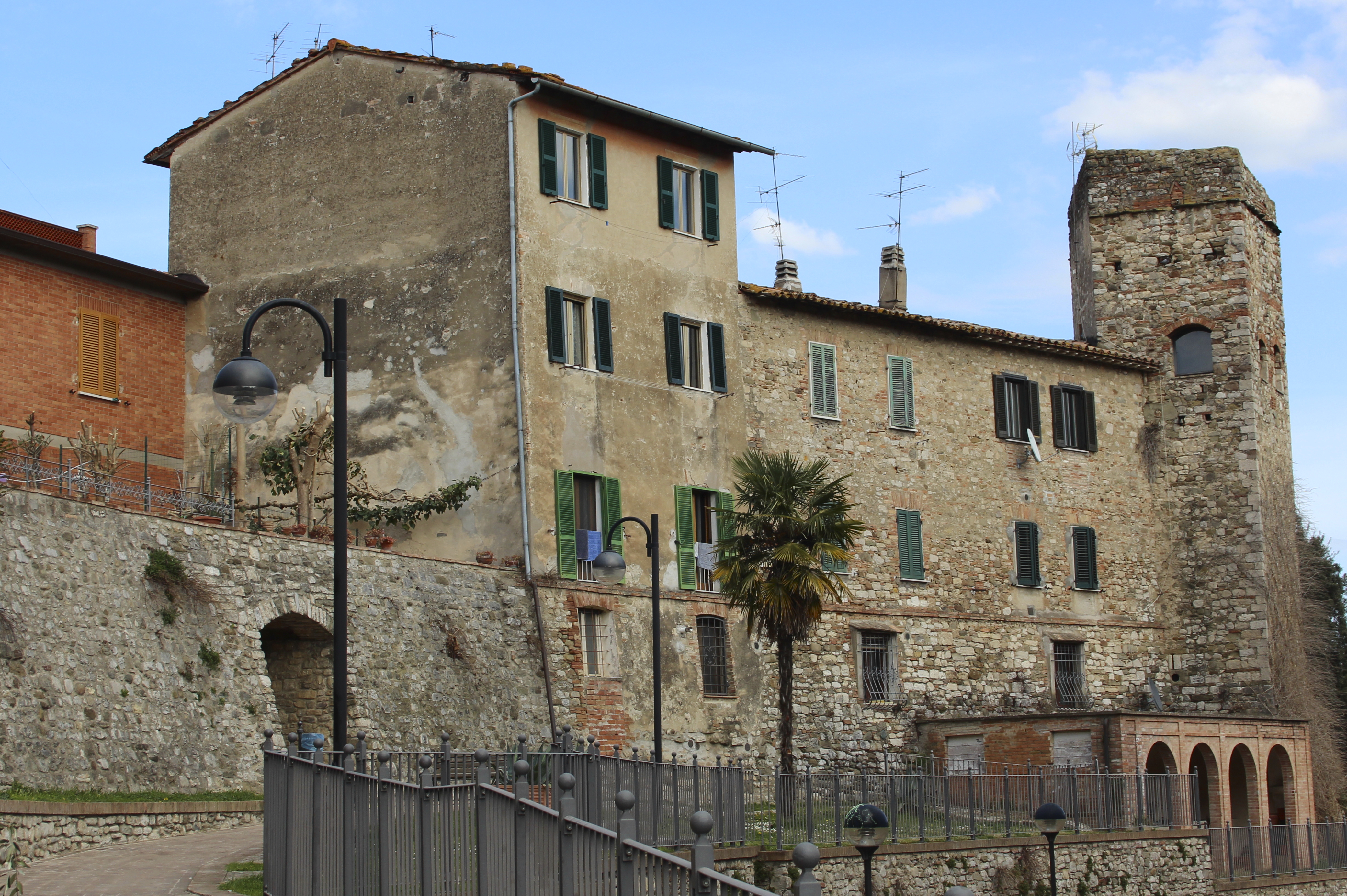
Torre Boccali
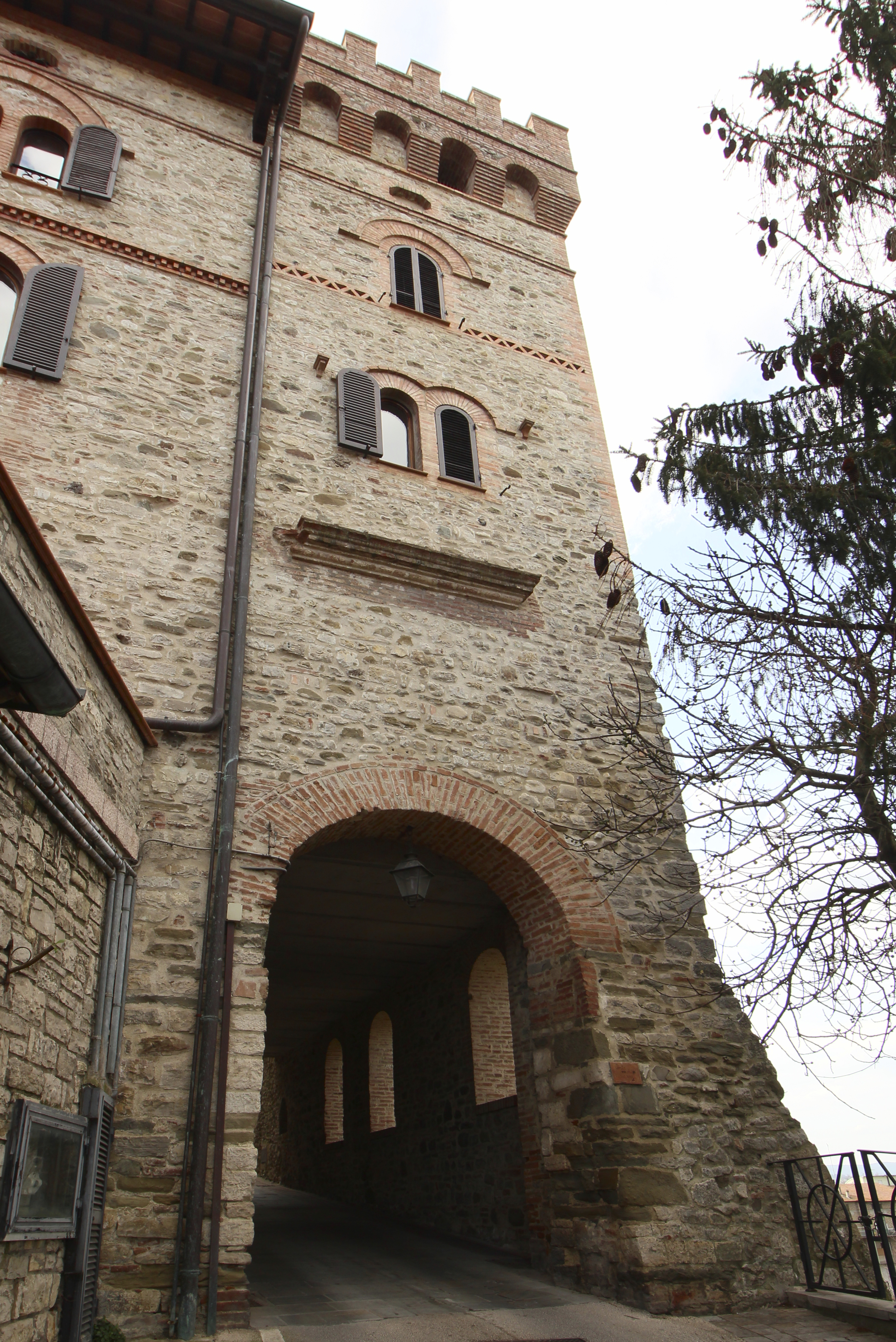
Porta Vecchia.
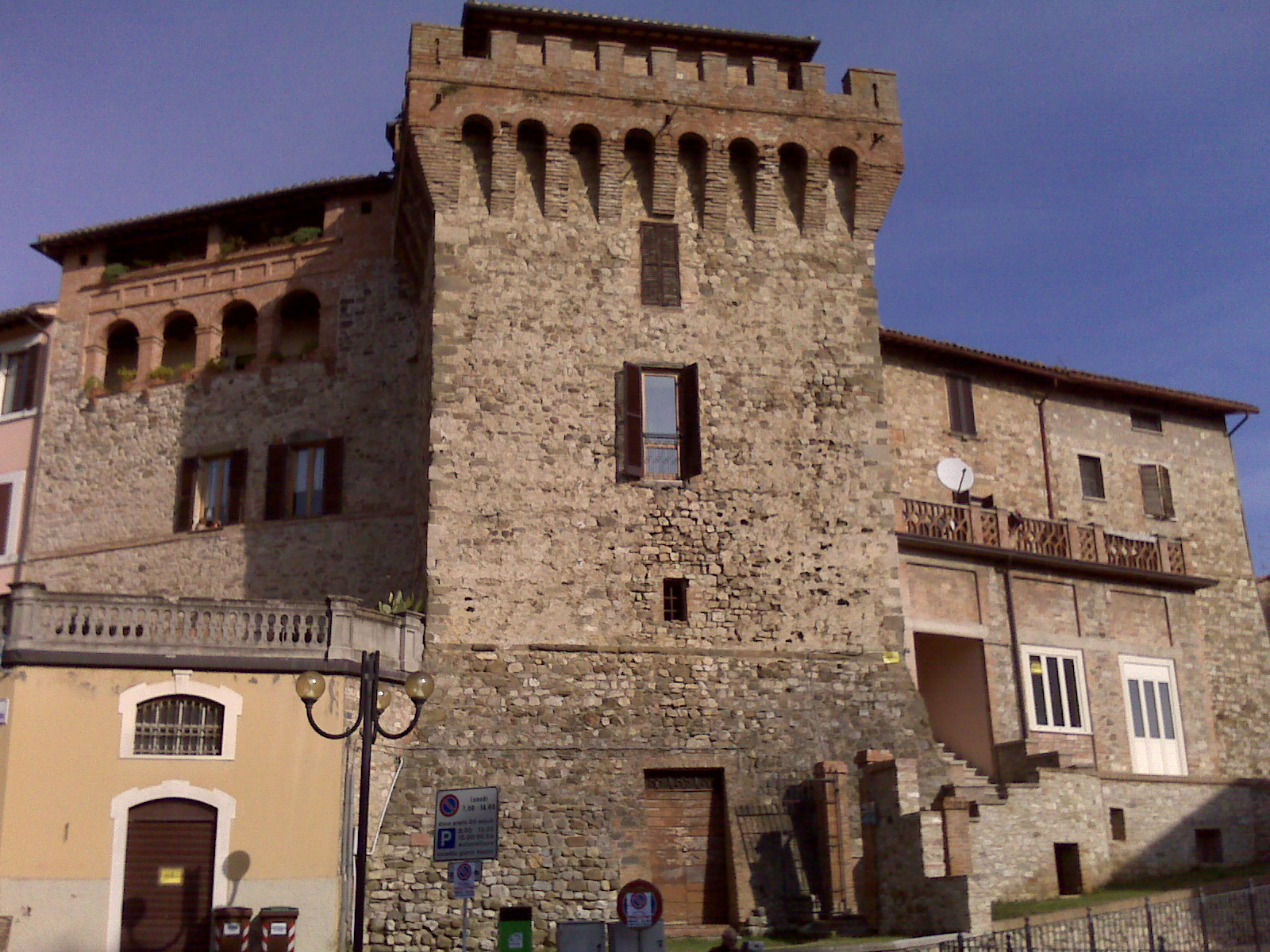
Torre Bolli
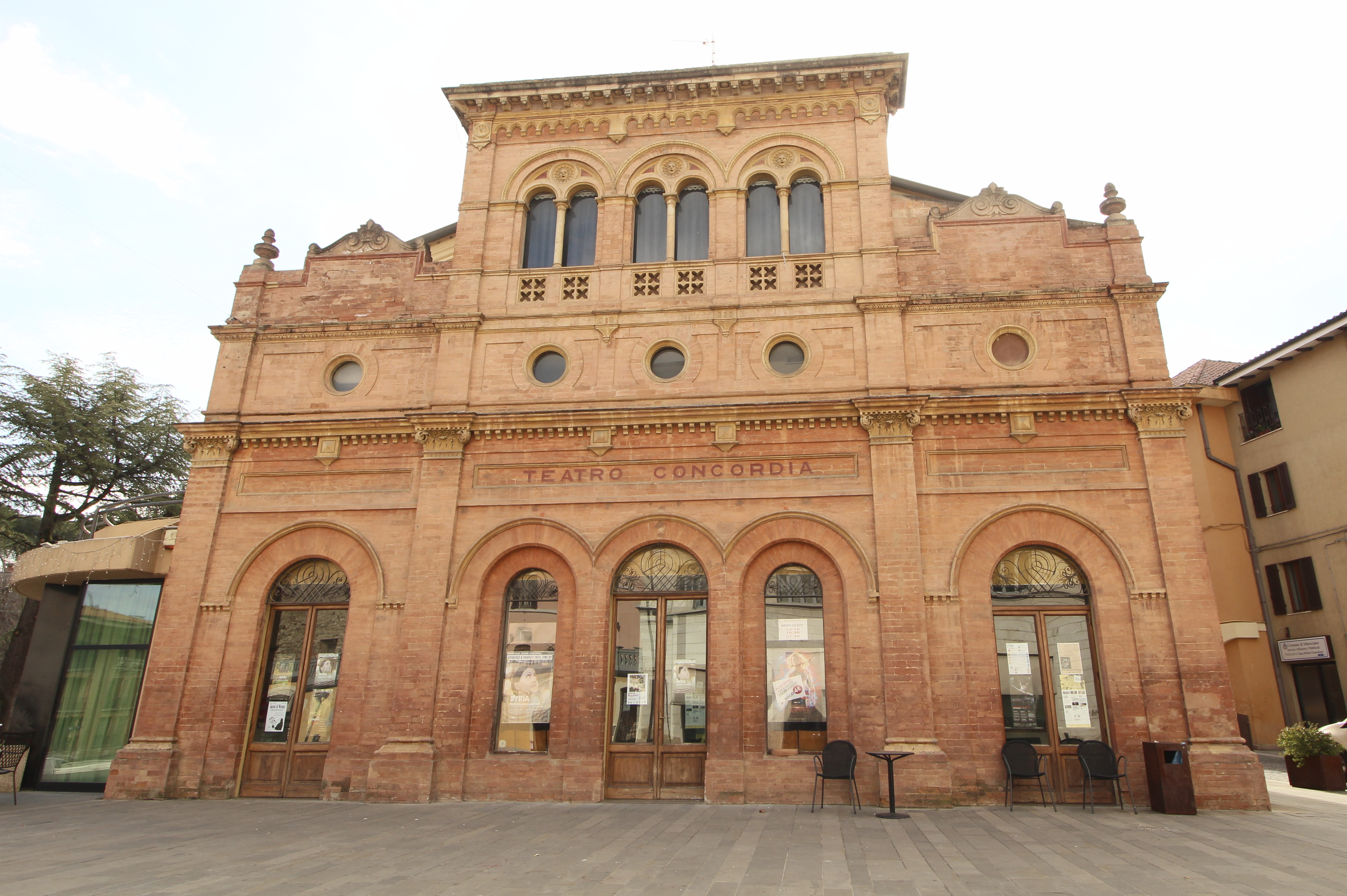
Divadlo Concordia
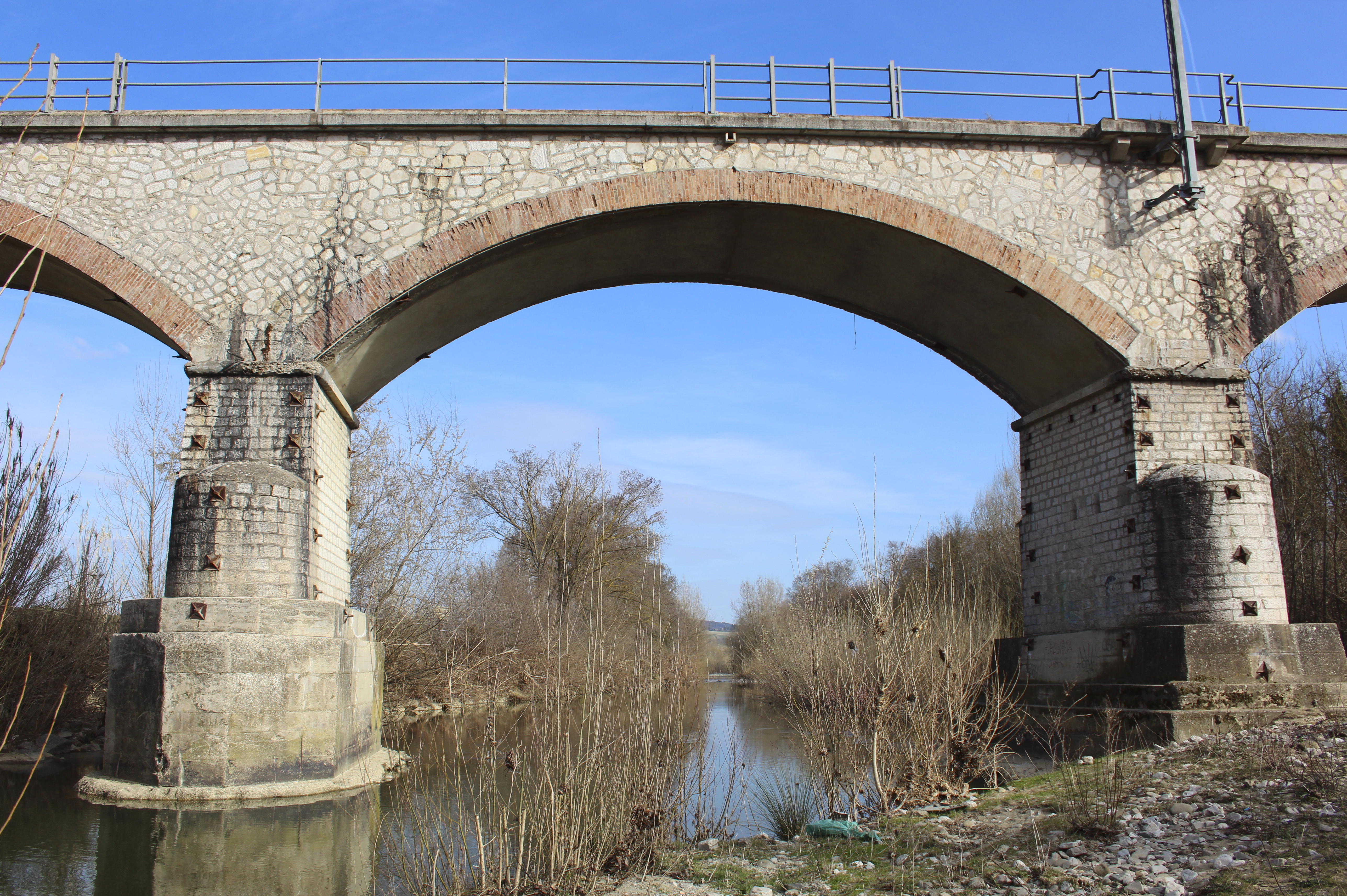
Most přes Nestore

## Slavní rodáci
- Trebonianus Gallus, v letech 251–253 byl 63. císařem Římské říše
- Giancarlo Antognoni (* 1954), italský fotbalista
- Marco Bocci (* 1977), italský filmový herec

## Partnerská města
- Tremblay-en-France, Francie, od 1982
- Orosei, Itálie, od 1985
- Loropeni, Burkina Faso, od 1987
- Jablonec nad Nisou, Česká republika, od 1998